# ヴァリアシオン (バレエ)
ヴァリアシオン（仏：Variation）は、バレエにおけるソロの踊りを表す用語である。英語読みのヴァリエーション（バリエーション）、またはフランス語のパ・スル（Pas seul、1人で踊るという意味）もよく使われる。
ヴァリアシオンは男性・女性ともに踊り、普通はパ・ド・ドゥのような場面の中でソリストが踊る独舞を指すことが多い。
ヴァリアシオンという言葉はフランス語で「変化・変形」という意味で、音楽用語としては「変奏曲」という意味を持つ単語から転用されてバレエ用語になったものである。個々のダンサーが自分の持つ解釈の技能を表現できる点で、オペラにおけるアリアと同様の働きを持つ。通常、伝統的なバレエにおけるヴァリアシオンでは、オペラで歌手が同じ歌詞を歌い上げるのと同じに、全てのダンサーが同じ振付で踊る。